# Acromis spinifex
Acromis spinifex là một loài bọ cánh cứng trong họ Chrysomelidae. Loài này được Linnaeus mô tả khoa học năm 1763.